# Spotlights
Spotlights es el segundo disco de la banda Nothink, editado el 1 de noviembre de 2007 tras su primer álbum, Bipolar Age (2005). Se grabó en 20 días en San Feliu de Guíxols a principios de 2007, en los estudios Ultramarinos Costa Brava, con la producción de Santi Garcia y cuenta con colaboraciones de lujo, como la orquestación de algunos temas por parte de la Filármonica de Kiev.

Con este disco es con el que Nothink se da a conocer a nivel nacional, siendo elegido mejor disco del año en varias publicaciones como Rockzone y Mondosonoro. 

El disco incluye una pista oculta al final del tracklist a partir del minuto 18:10, la canción "Mexican Believer", una cara-B que fue descartada de su anterior álbum Bipolar Age.

## Lista de canciones
| N.º | Título                     | Duración |  |
| 1.  | «The Red Carpet»           | 1:21     |  |
| 2.  | «Welcome to Hill Valley»   | 4:22     |  |
| 3.  | «Polaroids»                | 3:24     |  |
| 4.  | «Enemy's meeting-point»    | 5:01     |  |
| 5.  | «Crows of Tragedy St.»     | 3:20     |  |
| 6.  | «The Skyline»              | 4:29     |  |
| 7.  | «Gold Lebannon»            | 2:43     |  |
| 8.  | «Kill! Kill!! Genocide»    | 3:27     |  |
| 9.  | «Automatic Scars»          | 5:02     |  |
| 10. | «Unite & Restart»          | 6:06     |  |
| 11. | «Reading Between Lines»    | 4:23     |  |
| 12. | «Silver Bridges to Heaven» | 5:16     |  |

## Créditos
Música
- Juan Blas – guitarra, cantante
- Alex Ferrero – bajo
- Miguel Peñas – batería

Letras
- Juan Blas

Invitados y colaboradores
- La Orquesta Filármonica de Kiev, dirigida por Lucas Vidal.
- Santi Garcia: coros en la canción "Reading between the lines"
- Dani Llamas: coros en la canción "Reading between the lines"
- Ramón Rodríguez: coros en la canción "Silver Bridges to heaven"

Producción
- Santi Garcia – productor, ingeniería de sonido
- Victor Garcia – segundo ingeniero
- Santi Garcia – mezclas
- Santi Garcia – masterización

- Datos: Q6133433